# Tevet
Tevet (hebräisch טבת) ist der vierte Monat nach dem „bürgerlichen“ jüdischen Kalender und der zehnte Monat nach dem „religiösen“ Kalender. Er dauert immer 29 Tage. Nach dem gregorianischen Kalender beginnt der Tevet Mitte Dezember.
Im Tanach ist die Bezeichnung „Tevet“ einmal belegt:

„Es wurde aber Ester zum König Ahasveros gebracht in den königlichen Palast im zehnten Monat, der da heißt Tebet, im siebenten Jahr seiner Herrschaft.“

Häufiger ist vom „Zehnten Monat“ die Rede.
Der Begriff stammt aus dem Akkadischen und bezeichnet etwas, worin man einsinkt. Vermutlich ist damit auf den durch die Winterregen aufgeweichten, schlammigen Erdboden angespielt.
Das Chanukkafest dauert bis in den Tevet hinein: Je nachdem, ob der Kislew 29 oder 30 Tage hat, endet Chanukka am 2. oder 3. Tevet. Am 10. Tevet wird ein Fasttag begangen, der an den Beginn der Belagerung Jerusalems durch Nebukadnezar II. erinnert (vgl. 2 Kön 25,1 ).